# Relations entre Cuba et les États-Unis
Les relations entre Cuba et les États-Unis sont marquées par l'embargo américain mis en place depuis le 7 février 1962. Les relations étaient neutres au moment de la révolution cubaine, en 1959, mais se sont dégradées dès l'année suivante, avec l'expropriation des compagnies des États-Unis et le refus américain d'acheter le sucre cubain, malgré les tentatives de médiation opérées par le président argentin Arturo Frondizi. En avril 1961, Washington lance le débarquement de la baie des Cochons, avec des membres de la Brigade 2506, qui fut un fiasco. En 1973, les deux États signent ainsi un pacte sur les détournements d'avion, qui leur a permis d'échanger un certain nombre de pirates de l'air.
Les relations américano-cubaines alternent depuis entre période de réchauffement et d'adoucissement, l'administration Obama ayant récemment organisé un dégel de celles-ci, en ordonnant notamment la levée des restrictions sur les voyages et les remesas envoyées à Cuba par les immigrants cubains aux États-Unis. Les États-Unis ont aussi retiré leur veto mis depuis 1962 à l'intégration de Cuba dans l'Organisation des États américains (OEA).

## Historique

### Avant 1961
Les États-Unis intervinrent à partir de 1898 dans la guerre d'indépendance cubaine, soutenant les insurgés contre la couronne espagnole. Les troupes espagnoles vaincues, ils instaurèrent en janvier 1899 un gouvernement militaire d'occupation à La Havane. L'indépendance de Cuba est reconnue, mais l'amendement Platt, adopté en juin 1901, établit de facto un protectorat américain sur l'ile et octroie à Washington les bases de Guantánamo et de Bahia Honda. L'Americain Tobacco Company rachète les principales manufactures de cigares cubaines. Les troupes américaines sont retirées en 1902 mais investissent à nouveau le pays en 1906 pour mettre fin à des troubles politiques. Elles administrent le pays jusqu'en 1909. L'armée américaine est de retour en 1912 après une révolte des ouvriers agricoles ; la répression fait des milliers de morts.
Cuba se détourne des États-Unis après la révolution pour se rapprocher de l'Union soviétique. Lors de son arrivée au pouvoir, Fidel Castro effectue son premier voyage officiel à Washington. Il rencontre en avril 1959 le vice-président Richard Nixon à la Maison-Blanche. Ce dernier fait un compte rendu de son entretien au président Dwight D. Eisenhower en ces termes : « Quoi que nous pensions de lui, il jouera un rôle important dans le développement de Cuba et très probablement de l'Amérique latine en général. Il a l'air sincère. Il est soit incroyablement naïf à propos du communisme, soit d'obédience communiste — je pencherais plutôt pour la première option. /.../ Nous n'avons pas d'autre choix que d'essayer au moins de l'orienter dans la bonne direction ». Le Conseil de sécurité nationale des États-Unis estime toutefois dès avril 1959 qu’il devait être remplacé et étudie des stratégies pour « mettre en place un nouveau gouvernement à Cuba ».
Dwight D. Eisenhower accorde en 1960 13 millions de dollars pour créer un camp d'entrainement au Guatemala destiné à former des combattants anticastristes. Le débarquement de la baie des Cochons, mené en avril est cependant un échec. Le ministre cubain des Affaires étrangères, Raúl Roa García, demande l'aide de l'Organisation des Nations unies, affirmant que son pays avait été attaqué par « une force mercenaire organisée, financée et armée par le gouvernement des États-Unis, en provenance du Guatemala et de la Floride. » L'ambassadeur américain réfuta ces accusations, qu'il qualifia de « totalement fausses ». L'ambassadeur britannique apporta son soutien aux États-Unis : « Le gouvernement britannique sait par expérience qu'il peut faire confiance à la parole des États-Unis. »
Les premières mesures de rétorsion économique — la réduction des importations de sucre en provenance de l’île — ont été imposées à Cuba en 1960 en raison des nationalisations décidées par le gouvernement cubain.

### Rupture des relations diplomatiques

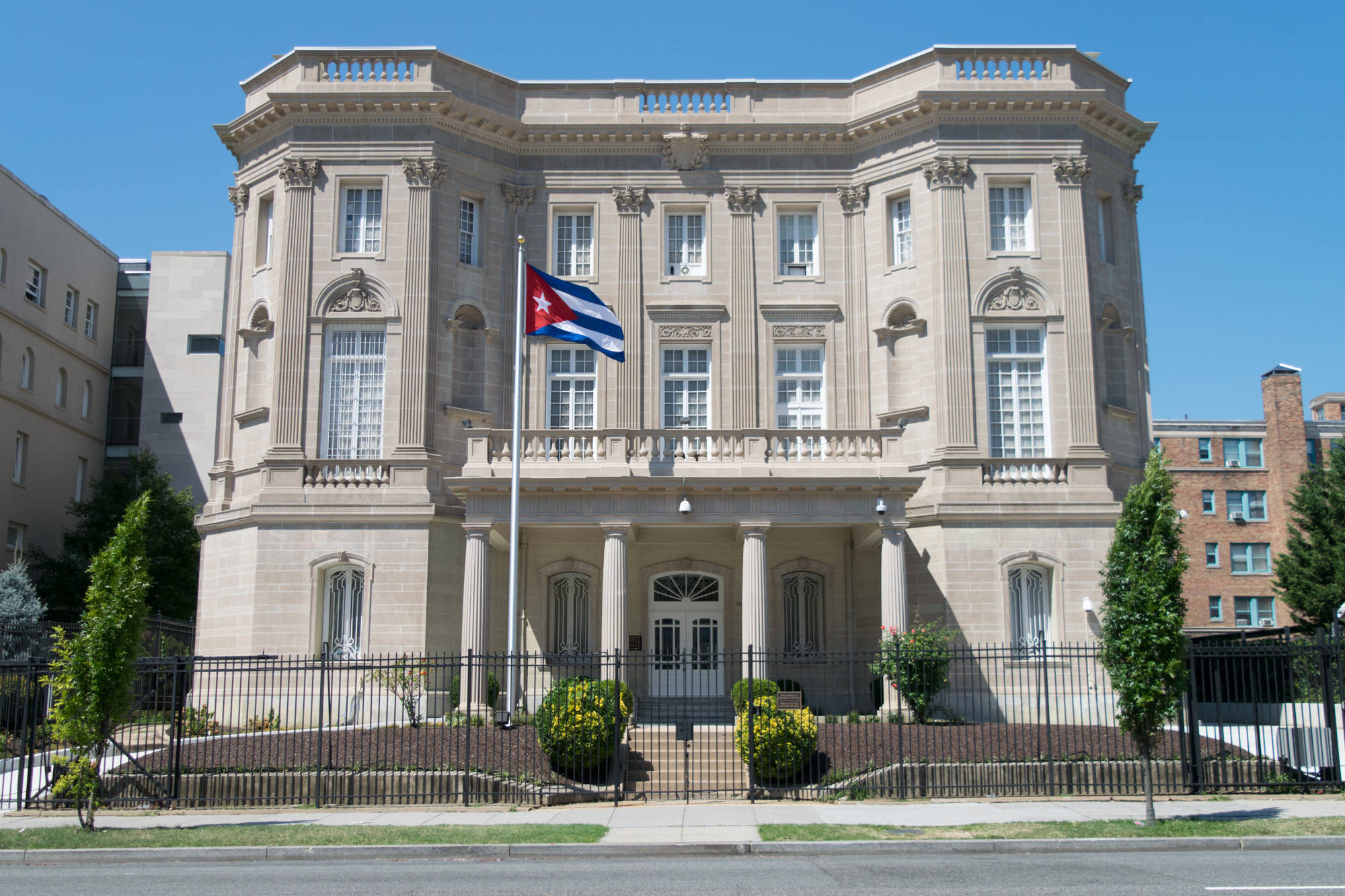
Ambassade de Cuba à Washington

Le 3 janvier 1961, les États-Unis décident de rompre leurs relations diplomatiques avec Cuba. Leurs intérêts sont alors défendus par l'ambassade de Suisse à La Havane, tandis que l'ambassade de Tchécoslovaquie défend les intérêts cubains à Washington.
Un programme d'opérations clandestines – l’opération Mangouste (ou « projet cubain ») – est mis en place à partir de juin 1961, avec un budget excédant 50 millions de dollars par an. Diverses opérations sont menées dans ce cadre (actions de sabotage, espionnage, attaques maritimes et raids aériens). En 1962, le Pentagone élabore l'opération Northwoods, visant à attaquer sous fausse bannière des cibles américaines et ainsi justifier une potentielle invasion de l'ile par les troupes américaines ; jugé trop contre-productif en cas d’échec, ce projet est rejeté par Kennedy.
Le 23 février 1962, les États-Unis décrètent un embargo commercial contre l'île par mesure de rétorsion contre le régime cubain qui nationalisa et expropria des compagnies des États-Unis. Cette décision a un impact considérable sur l'économie cubaine, les États-Unis étant historiquement le marché naturel de Cuba. En 1959, 73 % des exportations de l’île leur étaient destinées et 70 % des importations en provenaient.
En 1977, les deux pays conviennent mutuellement de normaliser leurs relations en ouvrant des sections d'intérêts américains et cubains dans leurs capitales respectives et gérées par leurs chargés d'affaires suisses et tchécoslovaques : la United States Interests Section in Havana dans la capitale cubaine et la Sección de Intereses de la República de Cuba dans la capitale des États-Unis. En 1992, après la dissolution de la Tchécoslovaquie, La Havane désigna également l'ambassade de Suisse à Washington pour défendre ses intérêts.
En 1992, sous l’administration de George H. Bush, les États-Unis adoptent la loi Torricelli, qui intensifie les sanctions en leur conférant un caractère extraterritorial, pourtant interdit par le droit international. Tout navire étranger accostant dans un port cubain se voit interdire l'entrée aux États-Unis pendant six mois. Cuba doit en conséquence payer un prix bien supérieur à celui du marché afin de convaincre les transporteurs internationaux de la livrer. La loi impose par ailleurs des sanctions à tout pays apportant une assistance à Cuba.
En 1996, l'administration Clinton adopte la loi Helms-Burton, qui ajoute la rétroactivité à l'extraterritorialité. La loi sanctionne toute entreprise, quelle que soit sa nationalité, qui s'installerait sur des propriétés nationalisées après 1959. Elle permet ainsi de dissuader les investisseurs de s'installer à Cuba par crainte des représailles américaines. Les sanctions sont assouplies en 2000 sous la pression du lobby agricole qui réclamait le droit de vendre sa production à Cuba. 
En 2003, le président George W. Bush met en place une Commission d'assistance à un Cuba libre pour examiner les moyens par lesquels les Etats-Unis peuvent accélérer et faciliter la transition démocratique de Cuba. 
L'administration Bush impose de nouvelles sanctions en 2004. Un Américain souhaitant se rendre à Cuba doit prouver auprès du département du Trésor avoir au moins un membre de sa famille (parents, fratrie, grands-parents) vivant dans l'ile, ne peut séjourner dans l'ile plus de quatorze jours tous les trois ans (au lieu d'un voyage par an auparavant), et ne peut dépenser plus de 50 dollars par jour. En outre, les envois d'argent des Cubano-américains à un membre de leur famille sont limités à 100 dollars par mois et sont interdits si la personne est membre du Parti communiste de Cuba.
En 2002, l'ancien président Jimmy Carter fit une visite privée exceptionnelle pour détendre les relations avec l'Amérique,. Il fit une nouvelle visite en 2011.
Le documentaire de Dollan Cannell 638 Ways to Kill Castro, diffusé en 2006 au Royaume-Uni, dénombre les attentats commis ou prévus contre par Fidel Castro sous administration de chaque président américain entre 1959 et 2000 : Dwight D. Eisenhower, 38 ; John F. Kennedy, 42 ; Lyndon Johnson, 72 ; Richard Nixon puis Gerald Ford, 184 ; Jimmy Carter, 64 ; Ronald Reagan, 197 ; George H. Bush, 16, Bill Clinton, 25.

### Reprise du processus de normalisation
Le Vatican a été impliqué dans la détente des relations entre Cuba et les États-Unis dès mars 2012. Un groupe de parlementaires américains a visité la nonciature apostolique à Washington et a demandé l’aide du Vatican dans le dossier cubain. Le pape Benoît XVI s'est engagé dans cette affaire. Puis le pape François a repris le dossier, et il s'est trouvé au cœur du rapprochement entre les deux pays. Le Vatican a accueilli, avec le Canada, les pourparlers secrets engagés entre les États-Unis et Cuba. Ces négociations ont été un sujet majeur de l'entretien entre le pape et Barack Obama lors de la visite du président américain au Vatican à la fin de mars 2014.
Le 17 décembre 2014, les deux pays annoncent conjointement le rapprochement entre Washington et La Havane, impliquant un assouplissement de l'embargo américain sur Cuba. Ils annoncent en juillet 2015 la reprise de leurs relations diplomatiques. 
Le fait que l’embargo ne peut être annulé que par le Congrès implique que certaines mesures d’application extraterritoriale, tel que le Helms Burton Act de 1996 ou encore la section 211 de l’Omnibus Appropriations Act de 1998, resteront en vigueur pour le moment. En effet, le Congrès manifeste une forte opposition au processus de normalisation.
Le 20 juillet 2015, les bâtiments qui abritaient jusqu'à présent les sections d’intérêts dans chaque capitale ont retrouvé automatiquement leur statut d’ambassade. Les employés ont été accrédités auprès de leurs ambassades et les chefs de mission deviennent chargés d'affaires, en attendant la nomination d'ambassadeurs.
En janvier 2017 le rapprochement américano-cubain conduit à mettre fin à la politique mise en place par Bill Clinton en 1995, qui permettait aux exilés cubains d'obtenir l'asile puis une carte verte dès lors qu'ils posaient le pied sur le sol des États-Unis (s'ils étaient interceptés par les garde-côtes, ils étaient renvoyés à Cuba).

### Rupture sous la gouvernance de Donald Trump
Le 16 juin 2017, Donald Trump annonce vouloir annuler l'accord conclu à la fin de 2014 avec Cuba en motivant sa décision par le caractère « brutal » du régime en place. Cette décision ne remet toutefois pas en cause les relations diplomatiques rétablies à la suite de l'accord de 2014. La décision de Trump se borne à interdire les opérations conclues avec des organisations sous contrôle de l'armée cubaine, ce qui pourrait toutefois avoir une influence sur le tourisme. La décision de Trump est critiquée notamment par la chambre de commerce américaine qui fait valoir que cette décision « limite les possibilités de changements positifs sur l'île » et « risque de laisser la place à d'autres pays ».
Cuba réagit en affirmant que « toute stratégie destinée à changer le système politique, économique et social de Cuba, que ce soit à travers des pressions et des impositions, ou en employant des méthodes plus subtiles, seront condamnées à l’échec », et insiste sur sa « volonté de continuer le dialogue et la coopération avec le pays voisin ». 
En 2016 et 2017, des diplomates américains en poste à Cuba sont rapatriés après des malaises, que le gouvernement américain attribue à une arme sonique. En « représailles », des diplomates cubains sont expulsés des États-Unis, alors que le gouvernement cubain nie toute implication dans cette situation. Les grillons et les cigales, nombreux à Cuba, semblent être à l'origine des troubles ressentis par le personnel américain.
En juin 2019, les bateaux de croisière touristique ne sont plus autorisés à quitter les États-Unis pour rejoindre Cuba. Les États-Unis classent Cuba sur leur liste de pays qui ne s’opposent pas aux trafics d'êtres humains.

### Administration Biden
Le 14 janvier 2025, Joe Biden décide de retirer Cuba de la liste des pays qui parrainent le terrorisme, afin d’« encourager » des discussions menées sous l’égide de l’Eglise catholique pour la libération d’un nombre important de prisonniers politiques cubain. Le 21 janvier, Donald Trump annule la décision de Biden, via un décret de retirer Cuba de la liste des États soutenant le terrorisme.

## Espionnage et différends diplomatiques
Cinq citoyens américains ont été inculpés pour espionnage au profit des services de renseignement cubain entre 1947 et 2000.

### Cinq de Cuba
Cinq agents du contre-terrorisme cubain sont arrêtés en 1998 à Miami pour avoir infiltré une organisation clandestine qui se livrait à des attentats à la bombe en territoire cubain. Ils sont condamnés pour espionnage à des peine allant de 15 ans de prison à la prison à vie.

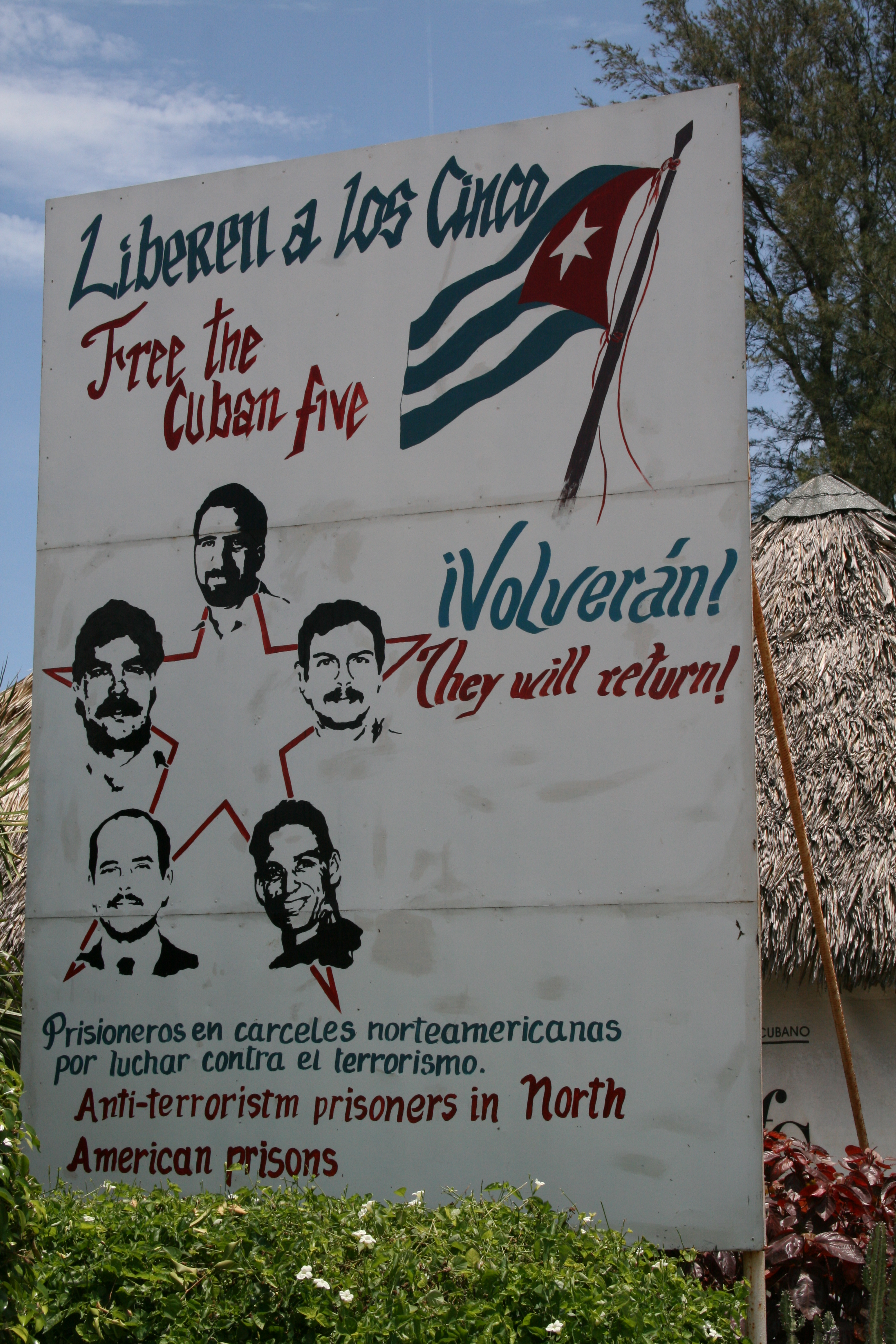
Mobilisation dans tout le pays (ici à Varadero)

La défense dénonce de nombreuses irrégularités et violations de la loi, tant dans le déroulement du procès que dans le traitement des inculpés. Selon le gouvernement cubain, ces agents n'avaient pas pour mission d'espionner les États-Unis (et plusieurs officiers américains ont témoigné dans ce sens), mais d'infiltrer des organisations terroristes basées à Miami et liées à la Fondation nationale cubano-américaine (en). Celles-ci auraient organisé, entre autres, les attentats à la bombe ayant frappé La Havane en 1997, d'après les aveux de Luis Posada Carriles, terroriste d'origine cubaine qui revendique les attentats.
En octobre et décembre 2009, les deux peines à perpétuité ont été commuées en peine de 30 et 22 de prison et une troisième peine de prison a été réduite de 19 à 18 ans.
Le gouvernement cubain fait de la libération des « cinq de Miami » l'une de ses priorités au niveau international, et trois Argentins ont déployé le 10 janvier 2010 une banderole sur le pic de l'Aconcagua, à près de 7 000 mètres, réclamant la liberté des Cinq.

### Couple Myers
En juin 2009, Walter Kendall Myers, un retraité du département d'État a été arrêté pour espionnage au profit de Cuba. Arrière-petit-fils de l'inventeur du téléphone Alexander Graham Bell et petit-fils de Gilbert Hovey Grosvenor, qui publiait le National Geographic et était lui-même cousin du président William Taft, Myers et sa femme espionnaient probablement pour des raisons de déception politique envers les États-Unis et son attitude envers les pauvres,. Myers aurait toutefois eu un accès beaucoup moins important aux informations classifiées qu'Aldrich Ames, qui travaillait pour l'URSS puis pour la Russie, jusqu'à son arrestation en 1994.

### Printemps noir
En mars 2003, 75 opposants au régime sont arrêtés lors du printemps noir cubain. Ils sont accusés d'être au service des États-Unis et avoir reçu de l'argent de ces derniers.

### Activités aux États-Unis des organisations anticastristes
Plusieurs groupes paramilitaires visant à renverser le gouvernement cubain se sont constitués en Floride : Alpha 66, Comandos F4, Brigade 2506, Acción Cubana, etc. Ces organisations dirigent des opérations commandos sur les côtes cubaines, destruction d’hôtels de tourisme à La Havane, attentat contre un avion de ligne. Elles sont aussi responsables de la mort de plusieurs diplomates cubains.
Au cours des années 1960, 1970 et 1980, les militants anticastristes ont commis des dizaines d’attentats et d’assassinats à Miami et ailleurs aux États-Unis contre des personnes jugées trop accommodantes vis-à-vis du gouvernement cubain. Les relations entre la CIA et ces militants ont été médiatisées avec le scandale du Watergate, en 1972. Deux des cinq “plombiers” entrés par effraction au siège du Parti démocrate étaient cubains.
Les membres des réseaux anticastristes disposent de camps d'entrainement en Floride où ils s'exercent au maniement des armes et des explosifs. Bien que ces camps soient une violation de la législation antiterroriste en vigueur aux États-Unis, les groupes armés anticastristes bénéficient de la complaisance des autorités et leurs membres ne sont pas inquiétés. La CIA a toutefois progressivement diminué son soutien à partir des années 1980. Ils sont désormais financés par de riches hommes d'affaires d'origine cubaine.
Larry Wilkerson, chef de cabinet du secrétaire d’État Colin Powell entre 2002 et 2005, explique avoir participé à des réunions lors d’exercices militaires américains dans les Caraïbes, entre 1992 et 1997, qui lui ont permis de comprendre l'étendue des ressources dont disposent ces organisations : « Nous recevions en permanence ces informations et je n’en revenais pas de voir le nombre de caches d’armes auxquelles ils avaient accès, non seulement en Floride mais aussi en Californie, dans le New Jersey et dans d’autres États. Pistolets-mitrailleurs, grenades, explosif C4, dynamite, et toutes sortes d’armes individuelles à courte ou longue portée ».

## Commerce
Le 30 mai 2007, selon le directeur général d’Alimport (Cuban Food Imports Company), Pedro Alvarez, le volume total du commerce américano-cubain a atteint 2,4 milliards de dollars et l’importation de produits agricoles a atteint 7,8 millions de tonnes, incluant le riz, les haricots, le maïs, les céréales, les œufs et le poulet.
Les États-Unis sont le troisième fournisseur de Cuba avec 11 % des importations en 2006. En 1998, le président américain Bill Clinton déclara que Cuba n’était plus une menace pour les États-Unis et assouplit l’embargo. Depuis 2001, à la suite de l'allègement de l'embargo, les sociétés américaines peuvent vendre certains produits agroalimentaires et des médicaments à Cuba. La plupart des importations agroalimentaires à Cuba viennent des États-Unis. Le gouvernement américain a autorisé la mise en vente aux États-Unis de deux vaccins élaborés à Cuba, devenu un grand exportateur de médicaments génériques. Washington possède une Section d’intérêts des États-Unis à La Havane. Enfin, les Cubains exilés en Floride envoient sur l'île des Remesas, c'est-à-dire de l'argent sous forme de mandats. Après avoir été légalisé comme les autres monnaies étrangères en août 1993, le dollar américain a été interdit de nouveau en 2004.
Le département de la Défense a, durant l’année fiscale 2011, effectué pour 1,9 million de dollars d’achat à Cuba.

## Cubano-Américains
Entre 1959 et 2015, le déficit migratoire cumulé dépasse le million, soit 12 % de la population moyenne durant cette période. Les quatre cinquièmes des migrants cubains se réfugient aux États-Unis. 
Pour favoriser l'émigration des Cubains, la CIA répandu des rumeurs dans l'ile. La première d'entre elles fut un projet de loi qui prévoyait que le gouvernement cubain enlève aux parents la garde légale de leurs enfants. Cette fausse information a permis l'envoi, par leurs parents, de quelque 14 000 enfants aux États-Unis dans un exode connu sous le nom d'« opération Peter Pan ».
Les migrants cubains bénéficient d'un traitement privilégié par rapport aux autres migrants latino-américains et sont plus facilement régularisés. Les Cubano-Américains sont traditionnellement proches du Parti républicain ; lors de la présidentielle de novembre 2000, George Bush a obtenu quatre fois plus de voix que son rival démocrate Al Gore auprès de la communauté cubaine de Miami.